# Jakab László (író)
Jakab László (írói álneve: Bakai László; Szilágysomlyó, 1892. február 4. – Szilágysomlyó, 1967. január 6.) szilágysomlyói magyar nyomdász-író.

## Életútja, munkássága
Mint nyomdászmester Budapesten, Kolozsvárt, Szilágysomlyón és Zilahon dolgozott. Összetört életek c. könyve (Szilágysomlyó, 1928) háborús emlékeiről szól; az általa kezdeményezett Erdélyi Családi Könyvtár egyetlen kötete. Az ezredesné adjutánsa címen Szatmáron bemutatott operett szövegének szerzője (1933). Összegyűjtötte és Elbeszélések régi somlyói és szilágysági íróktól c. alatt (Szilágysomlyó, 1938) megjelentette a maga és helyi társai – B. Józsa Gyula, Hamvai Sándor és giczei Diószeghy Mór – írásait.